# Amyl nitrite
Amyl nitrit là một hợp chất hóa học có công thức C5H11NO2. Một loạt các đồng phân của nó được biết, nhưng tất cả chúng đều có một nhóm amyl gắn với nhóm chức nitrite. Nhóm alkyl không phản ứng và các tính chất hóa học và sinh học chủ yếu là do nhóm nitrit. Giống như các alkyl nitrit khác, amyl nitrit có hoạt tính sinh học ở động vật có vú, là chất làm giãn mạch, đây là cơ sở cho việc sử dụng nó như một loại thuốc theo toa. Là một chất hít, nó cũng có ảnh hưởng đến thần kinh, nó đã dẫn đến việc sử dụng giải trí của nó với mùi của nó được mô tả như là vớ hoặc bàn chân bẩn.